# دامير ميرندا
دامير ميرندا (بالإسبانية: Damir Miranda)‏ (26 أكتوبر 1985 بسانتا كروز دي لا سييرا في بوليفيا - ) هو مدرب كرة قدم ولاعب كرة قدم بوليفي في مركز الوسط. شارك مع منتخب بوليفيا لكرة القدم. أما مع النوادي، فقد لعب مع نادي بوليفار ونادي ديبورتيفو سان خوسي وكلوب ديسترويرس.

## وصلات خارجية
- دامير ميرندا على موقع قاعدة بيانات كرة القدم.إي يو (الإنجليزية)
- دامير ميرندا على موقع ناشيونال فوتبول تيمز (الإنجليزية)
- دامير ميرندا على موقع Soccerway.com (الإنجليزية)
- دامير ميرندا على موقع عالم كرة القدم.نت (الإنجليزية)
- دامير ميرندا على موقع AS.com (الإسبانية)